# Bucana Malaki
Bucana Malaki (Tagalog: Bukana Malakí), är en barangay i kommunen Naic i  Filippinerna. Kommunen ligger på ön Luzon och tillhör provinsen Cavite.